# Хопкинсон, Джордж
Генерал-майор Джордж Фре́дерик Хо́пкинсон (англ. George Hopkinson; 14 декабря 1896, Ноттингемшир — 12 сентября 1943, Кастелланета, Апулия) — старший офицер британской армии, командовавший 1-й воздушно-десантной дивизией во время Второй мировой войны, был убит в бою в Италии в сентябре 1943 года. Помимо того, что он был одним из немногих генералов британской армии, погибших в бою во время войны, он также был единственным британским генералом воздушно-десантных войск, погибшим во время конфликта.

## Биография
До начала Первой мировой войны Хопкинсон работал подмастерьем на заводе в Ретфорде, графство Ноттингемшир, где он родился. Слишком молодой, чтобы вступить в армию, когда начался конфликт, он завербовался в британскую армию в начале 1915 года, вступив в Офицерский учебный корпус, а затем был зачислен вторым лейтенантом в 4-й батальон Северного Стаффордширского полка в качестве второго лейтенанта (с испытательным сроком) 27 марта 1915 года. После короткого пребывания с ними на Гернси Хопкинсон был направлен во Францию в качестве офицера связи в 72-ю бригаду 36-й (Ольстерской) дивизии. 16 сентября 1918 года был награждён Военным крестом за свои действия во время отступления британской армии в 1918 году.
Вскоре после этого, 11 ноября 1918 года, война закончилась.

### Между войнами
Хопкинсон уволился из армии вскоре после окончания войны и в 1919 году поступил в колледж Гонвилл-энд-Киз в Кембридже, где получил степень инженера-строителя. Закончив учёбу, некоторое время путешествовал по Европе, посетив Польшу, страны Балтии и Россию.
Однако, после этого периода путешествий, в 1923 году он вернулся в армию в звании лейтенанта, а к следующему году дослужился до звания капитана. Во время службы во втором батальоне полка он был произведен в адъютанты. Он начал готовиться к поступлению в Штабной колледж в Кэмберли, который тогда считался почти необходимым для будущего продвижения по службе в армии, и в конце концов получил место в этом учреждении в январе 1930 года. После окончания Штабного колледжа, он был откомандирован из своего полка и назначен офицером Генерального штаба III ранга (GSO III) в Военное министерство в Лондоне, а вскоре получил повышение до GSO II в Артиллерийской школе в Ларкхилле; в это время он также получил лицензию пилота в 1933 году. В 1936 году он вернулся в свой полк и командовал стрелковой ротой в звании майора, но, возможно, недовольный медленными темпами продвижения по службе в мирное время, в феврале 1937 года он снова уволился из армии, устроившись на работу в строительную фирму, которая вела операции в Турции.

### Вторая мировая война
Когда в сентябре 1939 года началась Вторая мировая война, Хопкинсон немедленно вернулся в армию и был назначен в штат военного представителя, который входил в Высший военный совет. В ноябре принял командование разведывательным подразделением Генерального штаба (GHQ), которое служило на протяжении всей битвы за Францию; раненый во время аварии на мотоцикле, он оправился вовремя, чтобы эвакуироваться из Дюнкерка. 20 августа 1940 года он был назначен офицером ордена Британской империи (OBE) за свои действия во время битвы за Францию, в частности в качестве офицера связи с бельгийскими войсками. Затем он получил квалификацию парашютиста и был направлен в воздушно-десантные войска Британской армии; во время тренировок он помог разработать ряд тактических приёмов в воздухе, включая доставку и сбрасывание планеров с буксирующего их транспортного самолёта. В конце октября 1941 года Хопкинсон был произведён в исполняющие обязанности бригадира и принял командование 31-й независимой пехотной бригадой, которая вскоре была преобразована в 1-ю воздушно-десантную бригаду, которая вскоре стала частью недавно созданной 1-й воздушно-десантной дивизии, которой тогда командовал генерал-майор Фредерик Браунинг.
Бригада Хопкинсона, состоящая в основном из подразделений регулярной армии, вернувшихся из Индии, первоначально была обучена ведению боевых действий в горах, но теперь должна была быть полностью переучена для совершенно новой и отличающейся от других форм ведения войны. В результате большая часть 1942 года была посвящена тренировкам по приземлению в бою на планере. Это было очень по душе Хопкинсону, который «жил и дышал планерной войной».
6 апреля 1943 года Хопкинсону было присвоено действующее звание генерал-майора, и он сменил Браунинга на посту командира 1-й воздушно-десантной дивизии, которая начала переброску в Алжир примерно в то же время. Получив информацию о том, что операция «Хаски», вторжение союзников на Сицилию, состоится через три месяца, Хопкинсон решил, что в ней примет участие 1-я воздушно-десантная дивизия, и, таким образом, ввёл жёсткий режим тренировок, чтобы гарантировать, что дивизия была достаточно обучена и подготовлена.

### Сицилия и Италия
Операция «Хаски» началась в ночь на 9 июля воздушно-десантной атакой старой 1-й десантной бригады Хопкинсона и 1-й парашютно-десантной бригады 1-й воздушно-десантной дивизии, а также подразделений вооруженных сил США. 82-я воздушно-десантная дивизия, причем обе дивизии понесли тяжелые потери в людях и технике при выполнении своих задач. Из-за ряда факторов, включая плохую навигацию и неопытность пилотов транспортных самолётов, многие планеры, перевозившие 1-ю воздушно-десантную бригаду, не смогли достичь назначенных им зон посадки. На одном таком планере находились Хопкинсон и члены его штаба; буксирный трос планера был преждевременно отсоединён, и он был вынужден высадиться в море. Несмотря на то, что Хопкинсон не пострадал, он был вынужден ждать у частично затопленного планера до рассвета, когда его подобрал эсминец Королевского флота. После того, как обе бригады выполнили свои задачи, несмотря на тяжелые потери, они были выведены в Северную Африку для восстановления сил, а сухопутные войска союзников начали боевые действия на Сицилии; боевые действия там закончились 17 августа, а в начале сентября союзники начали вторжение в саму Италию.
8 сентября 2-я и 4-я парашютно-десантные бригады высадились в Италии, а несколькими днями позже остальная часть дивизии высадилась в порту Таранто. Хопкинсон высадился вместе с остальной частью дивизии и принял капитуляцию итальянского гарнизона, затем приказал дивизии продвигаться на север. Ожесточённые бои велись с подразделениями немецкой 1-й парашютно-десантной дивизии Fallschirmjäger, которые устраивали засады и блокпосты на дорогах, чтобы сдержать дивизию; один такой блокпост был установлён недалеко от города Кастелланета. 9 сентября 10-й парашютно-десантный батальон атаковал блокпост при непосредственном участии Хопкинсона. Во время боя Хопкинсон был убит пулемётным огнём. Его сменил бригадир Эрнест Даун, командир 2-й парашютно-десантной бригады. Джордж «Хоппи» Хопкинсон был единственным британским генералом воздушно-десантных войск, погибшим во время Второй мировой войны, и похоронен на военном кладбище Бари.